# Adieux au prolétariat
Au-delà du socialisme
Adieux au prolétariat est un ouvrage d'André Gorz paru en 1980. 

## Thèse
« En 1980, André Gorz jette une pierre dans la mare du marxisme et de la gauche avec un essai en forme de brûlot. […]
Les Adieux marquent une rupture par rapport aux analyses et aux espoirs que Gorz avait exprimés dans La Morale de l’histoire et dans Stratégie ouvrière et néocapitalisme. Le mythe prométhéen du prolétariat révolutionnaire est abandonné. »

## Réception
Ce livre a valu à son auteur « les foudres de militants comme Edmond Maire (voir le Monde du 21 et du 22 août), qui l'accuse de ne plus reconnaître qu'une seule classe, celle des marginaux et intérimaires, et de nier par là toute possibilité d'action syndicale ».
Pour Alternatives économiques, André Gorz « rompt avec la gauche productiviste en publiant Adieux au prolétariat en 1980 ».

## Réédition
L'ouvrage a été réédité aux éditions du Seuil en 1981, dans la collection Points politique.